# André Sève
André Sève, né le 10 février 1913 à Crest (Drôme) et mort le 20 mai 2001 à Albertville en Savoie, est un religieux assomptionniste.
Le Père Sève est connu comme auteur de livres spirituels. Il est aussi un scénariste de bande dessinée notamment sous les pseudonymes de Jean Quimper, André Divajeu ou Marie-Paul Sève.

## Vie et œuvre
En 1932, André Sève entre au noviciat des Essarts (Seine-Maritime) où il prend l'habit le 19 mars 1933. Il prend le nom de Marie-Paul. Il prononce ses vœux perpétuels à Rome le 27 novembre 1938.
En 1943, il entre à la Maison de la Bonne Presse.
En 1946, il est nommé rédacteur en chef du journal Bayard.
En 1959, il lance Rallye Jeunesse et en 1961, il est nommé à Panorama Chrétien.
En 1973, on lui confie la revue missionnaire Peuples du Monde.

## Œuvres publiées

### Dans des périodiques de bande dessinée
Publications diverses dans le journal Bayard.

### Albums de bande dessinée
- Thierry de Royaumont, sous le pseudonyme de Jean Quimper

1. Le Mystère de l'émir (scénario), avec Pierre Forget (dessin), Maison de la Bonne Presse, 1954.
2. La Couronne d'épines (scénario), avec Pierre Forget (dessin), Maison de la Bonne Presse, 1956.
3. L'Ombre de Saïno (scénario), avec Pierre Forget (dessin), Maison de la Bonne Presse, 1958.
4. Pour sauver Leïla (scénario), avec Pierre Forget (dessin), Bayard Presse, 1987.

- Le Chevalier inconnu (scenariste), avec Loÿs Pétillot (dessin), Maison de la Bonne Presse, 1953.
- Histoire des apparitions de Lourdes (scenariste), avec Loÿs Pétillot (dessin), Maison de la Bonne Presse, 1958.
- Jésus de Nazareth (scenariste), avec Loÿs Pétillot (dessin), Maison de la Bonne Presse, 1955.
- Le Lions des Cévennes (scenariste), avec Loÿs Pétillot (dessin), Maison de la Bonne Presse, 1951.
- La Vie du curé d'Ars, (scenariste), avec Loÿs Pétillot (dessin), Maison de la Bonne Presse, 1960.

### Livres religieux
- Pour que vous croyiez, en coll. avec Joseph Thomas, Éditions du Centurion, 1968.
- 30 minutes pour Dieu, Éditions du Centurion, 1974.
- Essayer d'aimer. 22 méditations sur la charité fraternelle, Éditions du Centurion, 1976.
- Vivre la foi aujourd’hui, Éditions du Centurion, 1976.
- Avec Jésus, qu'est-ce que tu vis ?, Éditions du Centurion, 1978.
- Des chrétiens dans la vie, Éditions du Centurion, 1978.
- Ma vie, c’est le Christ. Emmanuel d’Alzon, Éditions du Centurion, 1980.
- Le Goût de la vie. 20 méditations sur la vie quotidienne, Éditions du Centurion, 1982.
- Un Rendez-vous d'amour. 168 méditations sur les Évangiles du dimanche, Éditions du Centurion, 1983.
- 41 prières toutes simples, Éditions du Centurion, 1984.
- Si nous parlions de Dieu ? 52 dialogues, Éditions du Centurion, 1985.
- Quand les hommes vivront d'amour. 15 méditations, Éditions du Centurion, 1986.
- La Faim et le rendez-vous, comment faire oraison, Éditions du Centurion, 1987.
- Ils ont ouvert leur porte à Dieu, Éditions du Centurion, 1988.
- Prier aujourd’hui, Éditions du Centurion, 1988.
- Inventer l'automne. 20 méditations pour le temps du 3e âge, Éditions du Centurion, 1990.
- Le manteau de Martin. 43 dialogues sur le partage, Éditions du Centurion, 1991.
- La faim et le rendez-vous. Comment faire oraison, Éditions du Centurion, 1991.
- 365 matins, 3 minutes d'éveil, Éditions du Centurion, 1992.
- Oui à l'Église. 15 méditations sur l'Église, Éditions du Centurion, 1993.
- Pour accueillir le soir. 180 méditations, Éditions du Centurion, 1994.
- Marie je te regarde. Dix méditations, Éditions Bayard - Centurion, 1995.
- Aime ta vie. 20 méditations sur l'adhésion, Éditions Bayard - Centurion, 1996.
- L'évangile du jour, 324 méditations, Éditions Bayard - Centurion, 1997.
- Pause-midi. 188 haltes pour le milieu du jour, Éditions Bayard - Centurion, 1998.
- Mes quatre saisons, Éditions Bayard - Centurion, 1999.

## Autres travaux
- Brassens : toute une vie pour la chanson, Le Centurion, 1975.
- Peut-on collaborer avec les communistes ?, Maison de la Bonne Presse, 1950.

#### Livres
- Collectif, BDM 2007-2008, Trésors de la bande dessinée, Éditions de L'Amateur, 2006

#### Revues
- Petitfaux, Les Cahiers de la bande dessinée n°89